# Сайондзі Кінхіра
Сайондзі Кінхіра (*西園寺公衡, 1264 — 23 жовтня 1315) — середньовічний японський державний діяч періоду Камакура. Залишив щоденник «Кінхіра ко-кі», що охоплює період з 1274 до 1310 року.

## Життєпис
Походив з аристократичного роду Сайондзі. Старший син Сайондзі Санекане, великого державного міністра, та доньки Наканоін Мітінарі. Народився у 1264 році. Завдяки батьківському впливу при дворі зробив швидку кар'єру. 1265 року отримав молодший п'ятий ранг. 1268 року призначено імператорським радником. 1269 року поступив до коноефу (палацової гвардії) зі старшим п'ятим рангом. Таке стрімке просування було також пов'язано з тим, що ці посади не були важливими, оскільки все вирішували сіккени і уряд (бакуфу) в Камакурі.
У 1270 році призначено кокусі провінції Санукі. Того ж року отримав молодший четвертий ранг, а 1272 року — старший четвертий ранг 1276 року імператор Ґо-Уда надав Кінхірі молодший третій ранг та призначив гонморі (заступником губернатора) провінції Ійо. 1277 року надано старший третій ранг.
У 1283 року призначено середнім державним радником. 1284 року отримав молодший другий ранг, а згодом очолив емонфу (охорону брам імператорського комплексу). Того ж року очолив когогусікі (службу слуг імператриці). 1287 року призначено очільником кебіісі (поліцейсько-судового управління в Кіото). 1288 року отримав посаду старшого державного радника.
1291 року отримав посаду найбена (керівника ранішних урочистих церемоній в імператорському комплексі). У 1292 році стає коное-тайсьо (командувачем) Коноефу. 1297 року призначено тимчасовим старшим державним радником. 1298 року після того як Санекане влаштував шлюб Ясукі (доньки Кінхіри) з імператором Ґо-Фусімі, Сайондзі Кінхіру було призначено двірцевим міністром, а вже 1299 року — Правим міністром. 1299 року після батько відійшов від державної політики, Сайондзі Кінхіра очолив свій рід.
1301 року надано молодший перший ранг. 1304 року від батька отримав посаду канто-мосіцуґі (посла бакуфу перед імператорським двором в Кіото). У березні 1309 року стає Лівим міністром, проте вже через 3 місяці подав у відставку через те, що намагався підтримати претензії свого небожа Цунеакіри (сина імператора Камеями). В результати потрапив в опалу до впливового екс-імператора Ґо-Уда. Втім за підтримки сіккена Ходзьо Моротокі відновив своє становище при дворі. У 1311 році залишив імператорський двір та став ченцем під ім'ям Чікурінаі. Помер у 1315 році.